# Guillermo Battaglia (tío)
Guillermo Battaglia (Buenos Aires, 5 de abril de 1872 - Montevideo, 17 de julio de 1913) fue un actor de teatro argentino. Era tío del actor de radio, teatro, cine y televisión de su mismo nombre, nacido en 1899.

## Primeros años
Nació en una casa ubicada en la calle Lavalle entre Esmeralda y Suipacha, colindante con la del Dr. Dardo Rocha. Sus padres fueron el suizo Francisco Battaglia y la holandesa Paulina Richel. Tenía seis hermanos menores: María, Francisco, Eduardo, Adela, Paulina y Leonor. Cursó estudios primarios y aprendió francés, inglés e italiano, llegando a dominar perfectamente este último. Estudió dibujo y decoración, lo que le fue útil para ayudar a su padre que desde 1890 tenía en la calle Corrientes entre Paraná y Montevideo, en la cuadra donde funcionaba desde 1879 el teatro Politeama, un comercio de pintura decorativa.  

## Actividad en el teatro
La cercanía del teatro y la amistad con Pío Collivadino, que era un joven actor y escenógrafo por afición y que luego alcanzaría la fama como pintor, lo acercan a ese arte y los dos jóvenes instalaron un tabladillo en los fondos de su casa para representar los sábados y domingos con un costo de 0,20 centavos la entrada, obras en italiano. Allí concurren jóvenes de los alrededores (la casa estaba en la zona céntrica de la ciudad) y alumnos de escuelas italianas para verlos actuar junto a María Battaglia, su hermana, interpretando obras que iban desde Shakespeare hasta melodramas. 
En el año 1900 debutó en el teatro profesional en la compañía de Ermette Novelli, con la que realiza una extensa gira por el interior del país y el Uruguay. En los años siguientes trabajó en diversas compañías teatrales italianas que actuaban en Argentina, incluyendo la Gran Compañía Dramática Italiana, dirigida por Arnaldo Cottin. En una de las giras se vincula artísticamente con la eminente actriz Jacinta Pezzana. Battaglia actuó como primera figura en piezas como Tosca, Teresa Raquén,  La dama de las camelias, Marescialla, Medea y Otelo, representando en esta última el papel de Yago.
Al regresar a Buenos Aires montó obras en el Teatro Nacional Norte, ubicado en la Avenida Santa Fe donde años después funcionó un cine. En el espectáculo representaba obras breves como La garra, Los deshonestos y La Muralla China, intercalados con la exhibición de películas y con la participación además de una pequeña orquesta dirigida por Miguel M. Pierre para amenizar los entreactos. Además de Battaglia actuaban Concepción Aranaz, Camila, Elsa y Ada Cornaro, Segundo Pomar y Esteban Gil Quesada, entre otros actores. Como las recaudaciones no eran satisfactorias, Battaglia recurrió entonces a la comedia francesa Las píldoras de Hércules, a la que alivió de ciertas procacidades y que tuvo un gran éxito de risas y público. 
El 22 de abril de 1906 se incorporó al elenco de Gerónimo Podestá. que había inaugurado pocos días antes el escenario del Teatro Nacional ubicado en Corrientes 960, trabajando ese año y el siguiente con actores de la talla de Blanca Podestá, Orfilia Rico, Ada Cornaro, María Esther Podestá, Enrique Muiño, Elías Alippi, Francisco Ducasse y José F. Podestá, entre otros. Battaglia realizó notables interpretaciones en las obras Almas que luchan, de José León Pagano, La hoja de hiedra, de Alcibíades Biffi, y en Bajo la garra, de Gregorio de Laferrère. Desde fines de 1907 y durante 1908 trabajó en el Teatro Argentino junto a Florencio Parravicini, bajo la dirección artística de Ezequiel Soria y Ulises Favaro. En este último año realizó además una gira por el interior del país con la compañía Quiroga-Ducasse y luego volvió al Nacional Norte, donde en 1909 estrenó El grito sagrado. 
El 15 de julio de 1913 al frente de su compañía presenta en Montevideo la obra La Santa, de Eugenio Gerardo López, en la que personifica a Don Juan Jacobo. Al día siguiente sufre un desmayo y el día 17 falleció como consecuencia de una meningitis cerebro-espinal.
Desde 1902 estaba casado con la actriz Ada Cornaro, a quien conociera cuando ingresó en la compañía del actor milanés radicado en Argentina Gaetano Cavalli, en la que Battaglia trabajaba.